# Forcipomyia pulcherrima
Forcipomyia pulcherrima är en tvåvingeart som beskrevs av Santos Abreu 1918. Forcipomyia pulcherrima ingår i släktet Forcipomyia och familjen svidknott.
Artens utbredningsområde är Kanarieöarna. Inga underarter finns listade i Catalogue of Life.